# Aquí no hay quien viva (serie de televisión chilena)
Aquí no hay quien viva es una serie de televisión chilena de 2009, producida por Roos Film Emitida por  Chilevisión Dirigida por Matías Stagnaro y escrita (imitando el guion de la serie original) por Francisco Bobadilla. Del género humorístico con toques de sitcom, se basaba en la exitosa serie homónima española Aquí no hay quien viva (España).

## Argumento
La serie transcurre en un edificio de tres pisos -dos departamentos por piso, una portería, una terraza, un ático y en el video club ubicado en la planta baja- habitado por un heterogéneo grupo de personajes, de diferentes estratos sociales, con diferentes personalidades y diferentes intereses, narrando su difícil pero divertida convivencia.
El edificio funciona prácticamente como un país en miniatura, con su Presidente del consorcio (Ramón Llao), su primera dama (Malucha Pinto), los vecinos oficialistas, los opositores y las constantes luchas por llegar al poder democráticamente o por la fuerza.

## Elenco
- José Martínez como Rafael Fernández
- María Paz Jorquiera como Tamara Álvarez
- Mauricio Diocares como David Crespo
- Santiago Meneghello como Fernando Salas
- César Sepúlveda como Mauricio Urrutia
- Constanza Gómez como Catherine Tapia
- Carolina Paulsen como Galaxia López
- Grimanesa Jiménez como Maruja Moraga
- Ramón Llao como Mario Cuevas
- Malucha Pinto como Mónica Hurtado
- Paulina Hunt como Nena Cifuentes
- Nelly Meruane como Nora Cifuentes
- Violeta Vidaurre como Totó Cifuentes
- María de los Ángeles García como Cecilia Cuevas
- Andrés Achondo como Juan Cuevas
- Eduardo Domínguez como López

### Recurrentes e invitados especiales
- Maité Fernández como Hilda
- Aldo Parodi como Amador Cortés
- Francisca Castillo como Beatriz
- Pablo Macaya Willy, hijo de Maruja
- Javiera Cifuentes como Sarita McDonald
- César Arredondo